# Medal Służby Obrony Narodowej
Medal Służby Obrony Narodowej (ang. National Defense Service Medal) – amerykańskie odznaczenie wojskowe ustanowione 22 kwietnia 1953 roku przez prezydenta Dwighta Eisenhowera.
Jest ono przyznawane każdemu członkowi Sił Zbrojnych Stanów Zjednoczonych, który służył w którymkolwiek z czterech określonych okresów konfliktu zbrojnego lub stanu nadzwyczajnego w okresie od 27 czerwca 1950 r. do 31 grudnia 2022 r. Służba bojowa lub w strefie działań bojowych nie jest wymogiem otrzymania medalu.
| Konflikt                  | Od               | Do                |
| ------------------------- | ---------------- | ----------------- |
| wojna koreańska           | 27 czerwca 1950  | 27 lipca 1954     |
| wojna wietnamska          | 1 stycznia 1961  | 14 sierpnia 1974  |
| I wojna w Zatoce Perskiej | 2 sierpnia 1990  | 30 listopada 1995 |
| wojna z terroryzmem       | 11 września 2001 | 31 grudnia 2022   |